# Karaszu va massiro
A Karaszu va massiro (カラスは真っ白; Hepburn: Karasu wa Masshiro, ’Fehér holló’) vagy más néven az A crow is white japán funk-popegyüttes volt, melyet 2010-ben alapított Jaginuma Kana (ének/gitár), Simizu Kóhei (ének/MC), Josijama „Groovy” Dzsun (basszusgitár) és Taihei (dobok).

## Az együttes története
Az együttest 2010 májusában, Szapporóban alapította Jaginuma Kana (ének/gitár), Simizu Kóhei (ének/MC), Josijama „Groovy” Dzsun (basszusgitár) és Taihei (dobok).
2010 novemberében megjelent első saját gyártású mini-albumuk Hato poppo (はとぽっぽ) címmel, amit 2011 júniusában a High-speed muteppó (ハイスピード無鉄砲) című kislemez, míg 2012 februárjában a Karaszu va massiro (カラスは真っ白) nagylemez követett. Mindhárom demófelvételükből hamar kifogytak.
2011 szeptemberében Tokióban adtak koncerteket. 2012 júniusában a Space Shower Networks független lemezkiadónál megjelent a Spectacle gokko című középlemezük, amellyel országos hírnévre tettek szert. A lemez az Oricon heti albumlistájára is felkerült a háromszázadik helyen.

## Az együttes tagjai
- Jaginuma Kana - ének, gitár
- Simizu Kóhei - ének, MC
- Josijama „Groovy” Dzsun - basszusgitár
- Taihei - dobok

## Diszkográfia

### Kislemezek
- High-speed muteppó (ハイスピード無鉄砲?) (2011, Wakachiko Records, demó)

### Középlemezek
| 2010                                                        | Hato poppo (はとぽっぽ) - Megjelent: 2010. november 11. - Kiadó: Wakachiko Records - Formátum: CD, digitális letöltés                                        | —   | —    |
| 2013                                                        | Spectacle gokko (すぺくたくるごっこ) - Megjelent: 2012. június 13. - Kiadó: Space Shower Networks (PECF-3022) - Formátum: CD, digitális letöltés             | 300 | 315  |
| 2014                                                        | Onszoku Merry-go-round (おんそくメリーゴーランド) - Megjelent: 2014. június 4. - Kiadó: Space Shower Networks (PECF-3091) - Formátum: CD, digitális letöltés | 132 | 520  |
| 2015                                                        | Himitsu - Megjelent: 2015. január 14. - Kiadó: Space Shower Networks (PECF-3122) - Formátum: CD, digitális letöltés                                          | 78  | 821+ |
| 2015                                                        | Hialism (ヒアリズム) - Megjelent: 2015. szeptember 2. - Kiadó: Space Shower Networks (PECF-3155) - Formátum: CD, digitális letöltés                          | 75  | ?    |
| „—” nem szerepelt listán, vagy nem jelent meg az országban. | |     |      |

### Nagylemezek
| 2012                                                        | Karaszu va massiro (カラスは真っ白) - Megjelent: 2012. február 22. - Kiadó: - Formátum: CD, digitális letöltés                                                | —   | —   |
| 2013                                                        | Kaidzsju bakuhacu gokko (かいじゅうばくはつごっこ) - Megjelent: 2013. június 5. - Kiadó: Space Shower Networks (PECF-3048) - Formátum: CD, digitális letöltés | 266 | 316 |
| 2016                                                        | Back to the Future (バックトゥザフューチャー) - Megjelent: 2016. szeptember 21. - Kiadó: Space Shower Networks (PECF-3170) - Formátum: CD, digitális letöltés | 66  | ?   |
| „—” nem szerepelt listán, vagy nem jelent meg az országban. | |     |     |